# Vojenský záslužný řád Karla Fridricha
Vojenský záslužný řád Karla Fridricha (německy Militär-Karl-Friedrich-Verdienstorden) byl bádenský řád. Založil ho 5. října 1805 bádenský kurfiřt a pozdější velkovévoda Karel Fridrich Bádenský. Byl udělován důstojníkům za statečnost v boji a dělil se do celkem tří tříd.

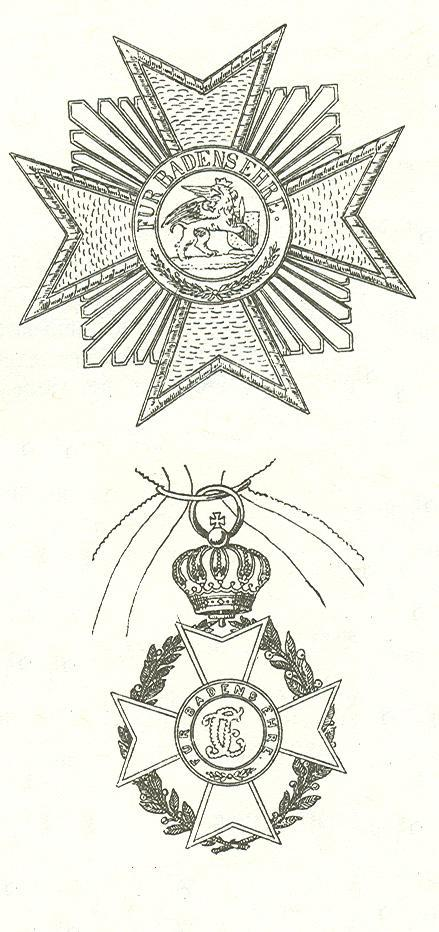
Řádová hvězda a odznak

## Vzhled řádu
Odznakem je zlatý maltézský kříž vyvedený v bílém smaltu, převýšený korunou. Mezi rameny kříže je zelený vavřínový věnec. V středovém červeném medailonu jsou umístěny zlaté iniciály zakladatele CF (Carl Friedrich) a kolem se vine řádové heslo FÜR BADENS EHRE (Za čest Bádenska). Na zadní straně je pak znázorněn korunovaný gryf, držící bádenský zemský znak.
Hvězda je stříbrná ve tvaru řádového kříže, ve středu má postavu gryfa. Barva stuhy je žluto-červeno-žlutá s tenkým bílým lemem.

## Dělení a způsoby nošení
Původně se řád dělil do tří tříd, ale roku 1840 byla komandérská třída rozdělena na dva stupně.
- velkokříž – velkostuha s odznakem přes pravé rameno, hvězda vlevo na prsou
- komandér (1. a 2. třídy) – odznak na stuze u krku
- rytíř – odznak na stuze připnutý na prsou.[1]

## Medaile
Roku 1807 byly k řádu připojeny i tzv. Vojenské záslužné medaile Karla Fridricha (Karl Friedrich-Militär-Verdienstmedaille) určené pro poddůstojníky a mužstvo, udělované ve dvou stupních – zlaté a stříbrné.
Na aversu medaile byla vyobrazena zadní strana řádového odznaku, tedy korunovaný gryf s bádenským znakem, okolo něj se vine heslo řádu FÜR BADENS EHRE. Na reversu je pak vavřínový věnec a nápis DEM TAPFEREN (Statečnému), pod nápisem je vyryto jméno příjemce.

## Počet nositelů
Řád by propůjčován a po úmrtí nositele se vracel.
- velkokříž – 41 nositelů
- komandér (do roku 1840) – 67 nositelů
- komandér 1. třídy – 26 nositelů
- komandér 2. třídy – 17 nositelů
- rytíř – 706 nositelů
- zlatá medaile – 103 nositelů
- stříbrná medaile – 2858 nositelů